# 孔令甫
孔令甫（1913年—1970年5月8日），河南镇平人。中国人民解放军开国少将。

## 生平
1933年参加中国工农红军，同年加入中国共产党。历任陕甘红二十六军四十二师骑兵团排长，连长，第二团团长。红十五军团七十八师二三三团营长。军委骑兵团连长，团长。
抗日战争时期，任绥蒙骑兵游击师司令员，八路军留守兵团骑兵团团长，团长兼政治委员，八路军留守兵团骑兵旅副旅长。河南军区第二军分区副司令员。
解放战争时期，任河南军区桐柏军分区司令员，鄂西北军区第二军分区司令员，皖西军区第一军分区司令员，皖北军区安庆军分区司令员。
中华人民共和国成立后，任农建五师师长，中国人民志愿军铁道工程第11师师长，江西省军区副司令员。
1955年，授予中国人民解放军少将。获二级八一勋章、二级独立自由勋章、一级解放勋章。